# Alhflæd
Alhflæd, Alchflæd ou Ealhflæd est une princesse anglo-saxonne du VIIe siècle.

## Biographie
Alhflæd est l'une des filles du roi chrétien Oswiu de Northumbrie. Elle pourrait être née vers le début des années 630. D'après Bède le Vénérable, elle est l'objet des attentions du prince mercien Peada, que son père Penda a placé à la tête du peuple vassal des Angles du Milieu. Cependant, Oswiu refuse d'accorder la main de sa fille à un païen. Peada accepte de se convertir au christianisme et d'œuvrer à la conversion de ses sujets, aidé en cela par Alhfrith, le mari chrétien de sa sœur Cyneburh. Il est baptisé par l'évêque Finan de Lindisfarne dans un domaine royal non loin du Mur d'Hadrien et peut épouser Alhflæd. Cette conversion est traditionnellement datée de 653.
Peu après, en 654 ou 655, le roi Penda, qui est lui resté païen, est vaincu et tué en affrontant Oswiu à la bataille de la Winwæd. Le roi victorieux annexe alors la Mercie au nord de la Trent à ses domaines, laissant la moitié sud du royaume à son gendre Peada. Le règne de ce dernier est bref, puisqu'il est assassiné dans l'année qui suit, au cours des célébrations de Pâques et à l'instigation de son épouse Alhflæd. La Chronique anglo-saxonne mentionne également le rôle d'Alhflæd dans la mort de Peada, mais sans la nommer. Peada et Alhflæd ne semblent pas avoir eu d'enfants. Le sort d'Alhflæd après la mort de son mari est inconnu.
L'une des sœurs d'Alhflæd, Osthryth, devenue reine de Mercie, est assassinée en 697. L'historien D. P. Kirby avance la possibilité que ses meurtriers (des Merciens, affirme Bède) aient eu la vengeance pour mobile : ils auraient cherché à compenser l'assassinat de Peada.